# Vivien Endicott-Douglas
Vivien Endicott-Douglas (Toronto, 10 de dezembro de 1990) é uma atriz canadense. Ela é mais conhecida por seu papel como Marnie na série de televisão Marnie e Sua Caixa Mágica. Vivien trabalha com cinema e televisão e fez um trabalho considerável em dublagens. Alguns de seus créditos incluem o filme feito para a televisão Terry, sobre o herói canadense Terry Fox e a dublagem em Back to School with Franklin. Em outubro de 2007 Vivien trabalhou com sua irmã, Hannah Endicott-Douglas, no filme Anne of Green Gables: A New Beginning.